# 雪だるま (童話)

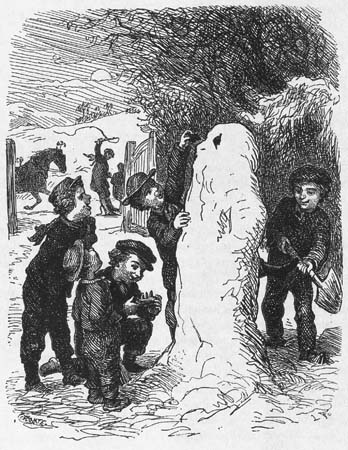
『雪だるま』挿絵

「雪だるま」（ゆきだるま　丁: Sneemanden）は、ハンス・クリスチャン・アンデルセンの創作童話の一つ。『童話と物語の新集 第二巻第一冊（丁: Nye Eventyr og Historier. Anden Række. Første Samling.）』に「馬車で来た十二人の客」「こがね虫」「父さんのすることはいつもよし」「賢者の石」「アヒル小舎で」「新世紀のミューズ」とともに収録され、1861年3月にコペンハーゲンで刊行された。

## あらすじ
ある屋敷のそばに子どもたちによって雪だるまが作られた。自分では動けない雪だるまは沈んでいく太陽を見て自分もあのように動けるようになりたいと言うと、屋敷の番犬は太陽がふたたび昇ってきて雪だるまに「走り方」を教えてくれるという。生まれたばかりの雪だるまは番犬の言うことがわからなかった。
次の朝、番犬が雪だるまに身の上の話をする。今でこそ鎖につながれた番犬だが、子犬の頃は主人にかわいがられ、成長して屋敷の管理人のストーブのある地下室で暖かく過ごしたことを言うと、雪だるまはストーブのことが気になった。雪だるまの位置からちょうど地下室の中の真鍮でぴかぴかの黒いストーブが見えたが、雪だるまはストーブを女の人だと思い、彼女に対して自分でもわからない妙な気持ちになった。雪だるまはどうしてもストーブのある部屋に入って行きたいと思ったが、番犬はあそこにいくと雪だるまは溶けてしまうと言った。
その次の朝はとても寒さが厳しかった。雪だるまにとっては本来幸福なことであったが、地下室の窓が氷で凍ってしまい中のストーブが見えない。ストーブに恋焦がれる雪だるまにとってはまったく幸福ではなかった。そのうちに天気は雪解け模様になり、雪だるまは溶けて痩せていく。
そしてある朝、雪だるまはとうとう崩れてしまった。雪だるまが立っていた場所を見ると、ストーブの火掻き棒が突き刺さっていた。子どもたちが火掻き棒を芯にして雪だるまを作ったのだった。それで、番犬はどうして雪だるまがストーブにあこがれたのかを理解した。